# Rollo Walter Brown
Rollo Walter Brown (* 15. März 1880 in Crooksville, Ohio; † 13. Oktober 1956 in Cambridge, Massachusetts) war ein US-amerikanischer Schriftsteller und Professor der Rhetorik.

## Wirken als Lehrer und Schriftsteller
Sein Heimatort war gekennzeichnet durch den Bergbau und bildete die Grundlage (fiktiv als "Wiggam's Glory, Ohio" gekennzeichnet) für mehrere seiner Bücher. Eine Hauptgestalt der Romane strebt danach, den Bergbau zu verlassen, aber es gelingt ihm nicht. Er setzt seine Hoffnungen auf seinen Sohn Giles, der die Harvard University besuchte und dem Südosten Ohios entkam. Brown selbst schloss 1903 sein Studium an der Ohio Northern University ab und erwarb 1905 einen Master-Abschluss an der Harvard University. Er war mit Ella Abigail Brocklesby verheiratet. Er wurde Professor für Rhetorik und Komposition am Wabash College (1905–1920), danach am Carleton College (1920–1923), dann Dozent für Englisch in Harvard (ab 1923). 
Mit mehreren Büchern (The Art of Writing English, How the French Boy Learns to Write und The Writer's Art) hat er Kenntnisse über die schriftliche Rhetorik an ein großes Publikum vermittelt. Er war der Überzeugung, sein Talent außerhalb des Klassenzimmers besser einsetzen zu können und widme sich ganz der Publizistik. Artikel sammelte er und gab sie als Bücher heraus, etwa The Creative Spirit, An Inquiry into American Life (1925). 
Brown entwickelte sich zum Biografen. Als Sommerbewohner in der MacDowell Colony in Peterborough, New Hampshire, schloss Brown eine innige Freundschaft mit dem Dichter Edwin Arlington Robinson; sein Buch Next Door to a Poet war ihm gewidmet. Neben einer Reihe von vier Romanen (The Firemakers, Toward Romance, The Hillikin und As of the Gods), die sich mit Gewerkschaften und Kohlenindustrie in Ohio beschäftigen, dauere seine Faszination mit Persönlichkeiten an, wie etwa die eindringlichen Beobachtungen in I Travel by Train (1939). Einsame Amerikaner standen im Buch Lonely Americans (1929) im Fokus.
Er war ein gesuchter Festredner. Er war gegen gemischte Universitäten, weil sie auf Kosten der Geisteswissenschaften gehe; Männer würden im Fall einer gemischten Studentenschaft die schöngeistigen Fächer Frauen überlassen.

## Werke (Auswahl)
- The Art of Writing English; a Book for College Classes [mit Nathaniel Waring Barnes] (1913).
- The Writer's Art. By those who have practised it (1921).[4]
- Dean Briggs (1926).
- Lonely Americans (1929).
- The Firemakers. A Novel of Environment (1931).[5][6]
- Toward Romance (1932).
- On Writing the Biography of a Modest Man (1935).
- As of the Gods (1937).
- Next Door to a Poet [A memoir of Edwin Arlington Robinson] (1937).
- I Travel by Train (1939).
- There Must Be a New Song (1942).
- Harvard Yard in the Golden Age (1948).
- The Creative Spirit – An Inquiry into American Life (1952).
- Dr. Howe and the Forsyth Infirmary (1952).[7]
- How the French boy learns to write, a study in the teaching of the mother tongue (1915).[8]
- The Hills Are Strong (1953) Autobiographie.